# Љубиша Ђокић
Љубиша Ђокић (Даниловград, 27. октобар 1929 – Београд, 7. септембар 1996) био је српски и југословенски редитељ, драмски писац, драматург и сценариста и универзитетски професор. Ђокић је био продекан и декан Факултета драмских уметности у Београду.

## Биографија
Иако је рођен у Даниловграду, најраније детињство је провео у Брчком. У Београд са породицом долази пре Другог светског рата, када је његова мајка добила посао учитељице у Вишњици. Оба родитеља су му били просветни радници.
Љубиша Ђокић је дипломирао на Филозофском факултету и Позоришној академији у Београду. Књижевни рад је започео као дечји песник, да би потом почео да пише драмска дела, а највише бајке, такође, за децу. Своје прве радове је у почетку објављивао по разним часописима.

###### Изведени су следећи његови комади:
- У цара Тројана Козије уши (Позориште "Бошко Буха" у Београду, 1954)
- Биберче (Позориште "Бошко Буха" у Београду, 1954)
- Грдило (Позориште "Бошко Буха" у Београду, 1963)
- Новогодишња бајка ( Народно позориште у Сомбору, 1963)
- Витез страха (Позориште "Бошко Буха" у Београду, 1966)
- Коларићу-Панићу (Мало позориште "Душко Радовић, 1987)
- Бајка о времену (Народно позориште "Стерија" у Вршцу, 1984)
- Оловни новчић
- До последњег шаха
- У оази Тарапани и др.

###### Објавио је дечије књиге:
- Позоришне бајке (Београд, 1981)
- Мала позорница  (Београд, Сарајево 1986)
- Коларићу-Панићу; Закључана врата (Београд 1984)
- Мали живот на четири шапе (Београд 1987) и др.

Позоришне бајке за децу је писао рељефно, приказујући занимљиве ликове у оквиру сценских радњи прожетих песничком фантазијом.  За бајку: „Дечак и лопов” је добио награду: „Младо поколење” и награду Политикиног забавника.

## Редитељ и сценариста
Осим књижевног рада, радио је и као сценариста и редитељ. Први професионални редитељски ангажман добио је у Радио-Београду, где је од 1956. године режирао бројне радио-драмске емисије.  Као професионални редитељ, режирао је велики број представа у Народном позоришту у Мостару, где је био редитељ од 1958. до 1962. године, а повремено је гостовао на сценама позоришта у Крагујевцу, Сомбору, Зрењанину, Ужицу, Београду и Скопљу. На сцену је поставио, као редитељ, тридесетак драмских дела. Написао је десетину драмских дела за дечју сцену, која су с великим успехом играна на југословенским позорницама, а приказана су и на бројним гостовањима у иностранству.
Режирао је велики број серија и емисија за децу. Најпознатије су: Коцка, коцка, коцкица (коју је започео као редитељ и сценариста), Расковник и Коларићу-панићу (коју је у потпуности режирао).

## Професор на Факултету драмских уметности у Београду
Љубиша Ђокић је био редовни професор драматургије од оснивања Катедре за драматургију 1960. године на Факултету драмских уметности у Београду. Oд 1962. године је упознавао студенте са Основама драматургије и практичном применом појмова из области Технике драме. Продекан је био од 1973 до 1975, а декан од 1975 до 1977. године. Своју збирку књига је завештао Библиотеци Факултета драмских уметности где се данас налазе као Легат Љубише Ђокића 
Објавио је више радова из области Драматургије и позоришта за децу у стручним часописима. Објавио је уџбеник: Основи драматургије, 1989.
Од 1968. до 1975. био је председник Међународне организације позоришта за децу и омладину – АСИТЕЈ. 